# Pohost (obwód homelski)
Pohost (biał. Пагост, Pahost; ros. Погост, Pogost) – wieś na Białorusi, w obwodzie homelskim, w rejonie żytkowickim, w sielsowiecie Ozierany.

## Warunki naturalne
Pohost położony jest w widłach Prypeci i Stwihy (w pobliżu ujścia Stwihy do Prypeci). Graniczy z Rezerwatem Krajobrazowym Środkowa Prypeć.

## Historia
Pohost leżał w Rzeczypospolitej Obojga Narodów, w województwie brzeskolitewskim, w powiecie pińskim. W wyniku II rozbioru Polski wszedł w skład Rosji, w ramach której w XIX i w początkach XX w. położony był w guberni mińskiej, w powiecie mozyrskim.
W latach 1919–1920 znajdował się pod Zarządem Cywilnym Ziem Wschodnich, w okręgu brzeskim, w powiecie mozyrskim. W wyniku traktatu ryskiego miejscowość znalazła się w Związku Sowieckim. Od 1991 w niepodległej Białorusi.

## Religia
Miejscowość jest siedzibą parafii prawosławnej pw. Podwyższenia Krzyża Pańskiego.
W 1784 kosztem Jana Sołohuba wzniesiono tu cerkiew unicką pw. św. Stefana, później przejętą przez Cerkiew prawosławną. Świątynia ta została zniszczona w latach 30. XX w. We wsi istniała także cerkiew pw. Podwyższenia Krzyża Pańskiego, zlokalizowana na cmentarzu, w miejscu, gdzie według legendy w X w. przypłynął Prypecią jeden z kamiennych krzyży, uważanych za cudowne i będących celem pielgrzymek. Krzyż przetrwał do czasów współczesnych. W okresie sowieckim został przeniesiony do Homelskiego Muzeum Okręgowego, jednak później na prośbę mieszkańców powrócił do Pohostu i obecnie jest przechowywany w cerkwi.
Współcześnie istniejącą cerkiew parafialną (znajdującą się na cmentarzu) wzniesiono w latach 90. XX w. W 2009 r. do świątyni dobudowano dzwonnicę.

## Jurauski karahod
Wieś znana jest z obrzędu jurauski karahod, obchodzonego 6 maja, w prawosławne wspomnienie św. Jerzego. Obrzęd ten w 2019 został wpisany na listę niematerialnego dziedzictwa kulturowego UNESCO. UNESCO uznało go za dziedzictwo wymagające pilnej ochrony, ze względu na postępujący zanik tradycji, spowodowany starzeniem się populacji wsi, globalizacją, folkloryzacją obrzędu i ogólną sytuacją społeczno-gospodarczą w regionie.